# 피쿠스 (카보베르데)

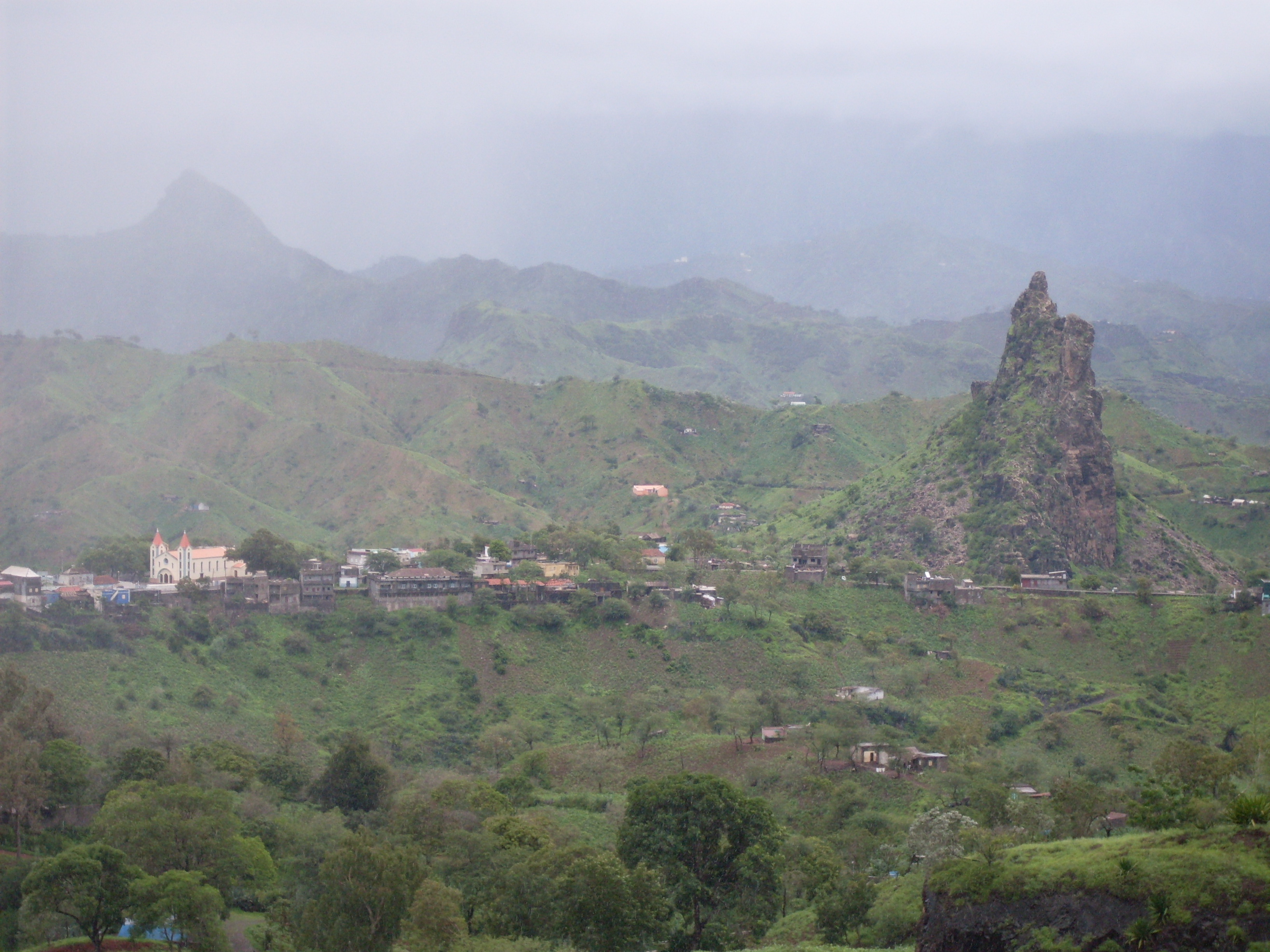
피쿠스

피쿠스(포르투갈어: Picos)는 카보베르데 산티아구섬 중부에 위치한 도시로 인구는 986명(2010년 기준)이다. 행정 구역상으로는 상살바도르두문두시에 속한다.
카보베르데의 수도인 프라이아에서 북서쪽으로 23km 정도 떨어진 곳에 위치한다. 프라이아에서 아소마다를 거쳐 타하팔을 연결하는 도로가 지나간다.